# Leiospora crassifolia
Leiospora crassifolia là một loài thực vật có hoa trong họ Cải. Loài này được A. Vassil. mô tả khoa học đầu tiên.